# Ppm
U nauci i inženjerstvu, ppm (engl. parts per million – (jedan) deo na milion) označava milioniti deo jedne celine, i koristi se za vrlo velika razblaženja, npr. u hemiji.
Upotreba procenta, promila, ppm-a i drugih sličnih bezdimenzionih veličina nije prihvaćena od strane Međunarodnog sistema jedinica jer može dovesti do zabune. Bezdimenzione veličine zahtevaju da i brojilac i imenilac budu iste dimenzije, ali se često pogrešno koriste (npr. 50 µg/m³ se zapisuje netačno kao 50 ppm).

## Pregled
Delova-po notacija se često koristi za opisivanje razblaženih rastvora u hemiji, na primer, relativnog obilja rastvorenih minerala ili zagađivača u vodi. Količina „1 ppm” može se koristiti za maseni udeo ako je zagađivač koji se prenosi vodom prisutan u milionskom delu grama po gramu rastvora uzorka. Kada se radi sa vodenim rastvorima, uobičajeno je pretpostaviti da je gustina vode 1,00 g/mL. Zbog toga je uobičajeno da se 1 kilogram vode izjednači sa 1 L vode. Shodno tome, 1 ppm odgovara 1 mg/L, a 1 ppb odgovara 1 μg/L.
Slično tome, delova-po notacija se takođe koristi u fizici i inženjerstvu za izražavanje vrednosti različitih proporcionalnih pojava. Na primer, specijalna metalna legura može da se proširi za 1,2 mikrometra po metru dužine za svaki stepen Celzijusa i to bi bilo izraženo kao „α = 1.2 ppm/°C”. Delova-po notacija se takođe koristi da označi promenu, stabilnost ili nesigurnost u merenjima. Na primer, tačnost merenja udaljenosti geodetskog zemljišta kada se koristi laserski daljinomer može biti 1 milimetar po kilometru udaljenosti; ovo bi se moglo izraziti kao „Tačnost = 1 ppm.”
Sve notacije tipa delova-na su bezdimenzionalne veličine: u matematičkim izrazima, jedinice mere se uvek poništavaju. U razlomcima poput „2 nanometra po metru“ (2 nm/m = 2 nano = 2 × 10−9 = 2 ppb = 2 × 0,000000001), tako da su količnički koeficijenti čistog broja sa pozitivnim vrednostima manjim ili jednakim 1. Kada se delovi po oznakama, uključujući simbol procenta (%), koriste u redovnoj prozi (za razliku od matematičkih izraza), oni su i dalje čistobrojne bezdimenzionalne veličine. Međutim, oni uglavnom uzimaju doslovno „delova po“ značenje uporednog odnosa (npr. „2 ppb“ bi se generalno tumačilo kao „dva dela u milijardu delova“).
Notacije tipa delova po se mogu izraziti u vidu bilo koje jedinice iste mere. Na primer, koeficijent toplotnog širenja određene legure mesinga, α = 18.7 ppm/°C, može se izraziti kao 18.7 (μm/m)/°C, ili kao 18.7 (μin/in)/°C; numerička vrednost koja predstavlja relativnu proporciju ne menja se usvajanjem druge jedinice dužine. Slično, pumpa za doziranje koja ubrizgava hemikaliju u tragovima u glavnu procesnu liniju pri proporcionalnom protoku Qp = 125 ppm, radi to brzinom koja se može izraziti u različitim volumetrijskim jedinicama, uključujući 125 μL/L, 125 μgal/gal, 125 cm³/m³, etc.

### U spektroskopiji nuklearne magnetske rezonancije (NMR).
U spektroskopiji nuklearne magnetske rezonancije (NMR), hemijski pomak se obično izražava u ppm. To predstavlja razliku izmerene frekvencije u delovima na milion od referentne frekvencije. Referentna frekvencija zavisi od magnetnog polja instrumenta i elementa koji se meri. Obično se izražava u MHz. Tipični hemijski pomaci retko su veći od nekoliko stotina Hz od referentne frekvencije, tako da se hemijski pomaci prikladno izražavaju u ppm (Hz/MHz). Notacija delova po daje bezdimenzionalnu količinu koja ne zavisi od jačine polja instrumenta.

## Delovi po izrazima
| 1 of → = ⭨ of ↓ | po sto (%) | po 1.000 (‰) | po 10.000 (‱) | po 100.000 (pcm) | po milion (ppm) | po milijardu (ppb) |
| --------------- | ---------- | ------------ | ------------- | ---------------- | --------------- | ------------------ |
| %               | 1          | 0,1          | 0,01          | 0,001            | 0,0001          | 10−7               |
| ‰               | 10         | 1            | 0,1           | 0,01             | 0,001           | 10−6               |
| ‱               | 100        | 10           | 1             | 0,1              | 0,01            | 10−5               |
| pcm             | 1.000      | 100          | 10            | 1                | 0,1             | 0,0001             |
| ppm             | 10.000     | 1.000        | 100           | 10               | 1               | 0,001              |
| ppb             | 107        | 106          | 105           | 10.000           | 1.000           | 1                  |

- Jedan deo na sto je generalno predstavljen znakom procenta (%) i označava jedan deo na 100 (102) delova, a vrednost je 10−2. Ovo je ekvivalentno sa oko petnaest minuta jednog dana.
- Jedan deo na hiljadu bi generalno trebalo da bude naveden u potpunosti, a ne kao „ppt“ (što se obično podrazumeva da predstavlja „delove na bilion“). Može se označiti i znakom promila (‰). Međutim, potrebno je imati na umu da specifične discipline kao što je okeanografija, kao i obrazovne vežbe, koriste skraćenicu „ppt“. „Jedan deo na hiljadu“ označava jedan deo na 1.000 (103) delova, a vrednost je 10−3. Ovo je ekvivalentno otprilike minutu i po jednog dana.
- Jedan deo na deset hiljada je označen znakom permirijade (‱). Iako se retko koristi u nauci (ppm se obično koristi umesto toga), jedna permirijada ima nedvosmislenu vrednost od jednog dela na 10.000 (104) delova i vrednost od 10−4. Ovo je ekvivalentno sa oko devet sekundi od jednog dana.
Nasuprot tome, u finansijama, bazni poen se obično koristi za označavanje promena ili razlika između procentualnih kamatnih stopa (iako se može koristiti i u drugim slučajevima gde je poželjno izraziti količine u stotim delovima procenta). Na primer, promena kamatne stope sa 5,15% godišnje na 5,35% godišnje može se označiti kao promena od 20 baznih poena (godišnje). Kao i kod kamatnih stopa, reči „godišnje“ (ili „po godini“) se često izostavljaju. U tom slučaju, bazni poen je veličina sa dimenzijom (vreme−1).[5]
- Jedan deo na sto hiljada (pcm) ili mili-procenat označava jedan deo na 100.000 (105) delova, a vrednost je 10−5. Obično se koristi u epidemiologiji za stope smrtnosti, kriminala i obolevanja, i inženjeringu nuklearnih reaktora kao jedinica reaktivnosti. U merenju vremena to je ekvivalentno oko 5 minuta godišnje; u merenju udaljenosti, to je ekvivalentno 1 cm greške po km pređenog puta.
- Jedan deo na milion (ppm) označava jedan deo na 1.000.000 (106) delova, a vrednost je 10−6. To je ekvivalentno oko 32 sekunde u godini ili 1 mm greške po kilometru pređenog puta.
- Jedan deo na milijardu (ppb) označava jedan deo na 1.000.000.000 (109) delova, a vrednost je 10−9. Ovo je ekvivalentno otprilike tri sekunde od jednog veka.
- Jedan deo na bilion (ppt) označava jedan deo na 1.000.000.000.000 (1012) delova, a vrednost je 10−12. Ovo je ekvivalentno tridesetak sekundi od svakih miliona godina.
- Jedan deo po kvadrilionu (ppk) označava jedan deo na 1.000.000.000.000.000 (1015) delova, a vrednost je 10−15. Ovo je ekvivalentno oko dva i po minuta od starosti Zemlje (4,5 milijardi godina). Iako je to relativno neuobičajeno u analitičkoj hemiji, ponekad se vrše merenja na nivou ppk.[6]

## Literatura
- Beeman, Donald (1955). „Short-Circuit-Current Calculating Procedures”.  Ур.: Beeman, Donald. Industrial Power Systems Handbook. McGraw-Hill. стр. see esp. 38—41, 52—55. ISBN 9780070043015.
- Elgerd, Olle I. (2007). „§2.5 Per-Unit Representation of Impedances, Currents, Voltages and Powers”. Electric Energy Systems Theory: An Introduction (1971 1st изд.). Tata McGraw-Hill. стр. 35—39. ISBN 978-0070192300.
- Yuen, Moon H. (1974). „Short Circuit ABC--Learn It in an Hour, Use It Anywhere, Memorize No Formula”. IEEE Transactions on Industry Applications. IA-10 (2): 261—272. doi:10.1109/TIA.1974.349143.
- Weedy, B.M. (1972). Electric power systems (2nd изд.). London ; Toronto: J. Wiley. ISBN 0-471-92445-8.
- Glover, J. Duncan; Sarma, Mulukutla; Overbye, Thomas J. (2011). Power System Analysis and Design. Cengage Learning. стр. 108—116. ISBN 978-1111425777.
- Guitel, Geneviève (1975). Histoire comparée des numérations écrites (на језику: француски). Paris: Flammarion. стр. 51—52. ISBN 978-2-08-211104-1.
- Guitel, Geneviève (1975). „"Les grands nombres en numération parlée (État actuel de la question)", i.e. "The large numbers in oral numeration (Present state of the question)"”. Histoire comparée des numérations écrites (на језику: француски). Paris: Flammarion. стр. 566—574. ISBN 978-2-08-211104-1.
- British-English usage of 'Billion vs Thousand million vs Milliard'. Google Books ngram viewer. Google Inc. Приступљено 26. 4. 2014.
- Fowler, H. W. (1926). A Dictionary of Modern English Usage. Great Britain: Oxford University Press. стр. 52—53. ISBN 978-0-19-860506-5.
- „"BILLION" (DEFINITION) — HC Deb 20 December 1974 vol 883 cc711W–712W”. Hansard Written Answers. Hansard. 20. 12. 1972. Приступљено 2. 4. 2009.
- „Oxford Dictionaries: How many is a billion?”. Oxford University Press. Архивирано из оригинала 08. 05. 2018. г. Приступљено 7. 5. 2018.
- „Oxford Dictionaries: Billion”. Oxford University Press. Архивирано из оригинала 11. 08. 2011. г. Приступљено 24. 7. 2011.
- Nielsen, Ron (2006). The Little Green Handbook. Macmillan Publishers. стр. 290. ISBN 978-0-312-42581-4.
- Smith, David Eugene (1953) [first published 1925]. History of Mathematics. II. Courier Dover Publications. стр. 81. ISBN 978-0-486-20430-7.
- „Wortschatz-Lexikon: Milliarde” (на језику: немачки). Universität Leipzig: Wortschatz-Lexikon. Архивирано из оригинала 27. 9. 2011. г. Приступљено 19. 8. 2011.
- „Wortschatz-Lexikon: Billion” (на језику: немачки). Universität Leipzig: Wortschatz-Lexikon. Архивирано из оригинала 7. 8. 2011. г. Приступљено 19. 8. 2011.
- „Wortschatz-Lexikon: Billiarde” (на језику: немачки). Universität Leipzig: Wortschatz-Lexikon. Архивирано из оригинала 27. 9. 2011. г. Приступљено 28. 7. 2011.
- „Wortschatz-Lexikon: Trilliarde” (на језику: немачки). Universität Leipzig: Wortschatz-Lexikon. Архивирано из оригинала 27. 9. 2011. г. Приступљено 28. 7. 2011.
- „Direttiva CEE / CEEA / CE 1994 n. 55, p.12” (PDF) (на језику: италијански). Italian Government. 21. 11. 1994. Приступљено 24. 7. 2011.

## Spoljašnje veze
- National Institute of Standards and Technology (NIST)
- International Bureau of Weights and Measures (BIPM)